# Nationalbewegung
Nationalbewegungen sind programmatische oder organisierte Bewegungen in einer Nation bzw. einer nationalbewussten Bevölkerungsschicht, die innerhalb eines definierten Territoriums politische Selbstbestimmung mit dem Ziel der nationalen Autonomie und gegebenenfalls der staatlichen Souveränität anstreben.
Nationale Bewegungen verstehen sich im Allgemeinen als politische Freiheitsbewegungen; sie sind für die Nationenbildung von besonderer Bedeutung.

## Nationalbewegung versus Nationalismus
Nationale Bewegungen sind politische Oppositionsbewegungen; die Abgrenzung vom politischen Gegner ist ihr originärer Bestandteil. In ihrer Ideologie und ihren Aktivitäten ist daher ein Konfliktpotenzial enthalten, das leicht in Nationalismus umschlagen kann. Eine nationale Ideologie ist nicht zuletzt durch die Abgrenzung von den anderen geprägt. Im Zusammenhang von Nationalbewegungen besteht das Risiko, dass Abgrenzung zur Ausgrenzung führt.

## Nationale Wiederbelebung
siehe Hauptartikel Nationale Wiederbelebung

## Europäische Nationalbewegungen im 19. Jahrhundert
Nationalbewegungen gewannen in Europa vor allem in den  Vielvölkerreichen des 19. Jahrhunderts Gewicht (Österreich-Ungarn, Russisches und Osmanisches Reich) und entnahmen ihr Ideengut oft der sich politisierenden deutschen Romantik.
Dazu gehörten zunächst die polnische Freiheitsbewegung, die Bulgarische Wiedergeburt, die böhmischen Sokoln oder die Nationale Wiedergeburt der Slowaken, ferner auch die Einigungsversuche der in viele Monarchien aufgespaltenen Völker wie abermals die Polen, wie das italienische Risorgimento oder das Junge Deutschland. Sie betonten die eigene Sprache, Dichtung und Musik, Volkskultur und -geschichte, auch belebten sie alte Herkunftssagen neu und ideologisierten sie (erfundene Tradition). Ihre erfolgreichsten Phasen waren die Friedensschlüsse des Ersten Weltkrieges 1919 und die gewaltarmen Revolutionen im Jahr 1989. Eine Sonderform ist der politische Zionismus ab 1890.
Im 20. Jahrhundert wirkten sie fort, sogar im 21. (z. B. in China: Chinesischer Traum), daneben aber traten die antikolonialen Nationalbewegungen, die oft viele Ethnien umfassten, so dass das europäische „Volks“-Konzept nicht anwendbar war, und sie ihre Einigung eher in der Gegnerschaft zu alten Imperien oder neuen Großstaaten gewannen (zum Beispiel zu Spanien, Großbritannien, Frankreich; später zu Portugal, den Niederlanden, Belgien, Südafrika oder Indonesien).
Eine Übersicht über europäische Nationalbewegungen bietet: Europäische Nationalbewegungen (Auswahl).